# نقص بروثرومبين الدم
نقص بروثرومبين الدم (بالإنجليزية: Hypoprothrombinemia)‏ هو اضطراب نادر في الدم يحدث فيه نقص في البروثرومبين المناعي (العامل الثاني)، الذي يصنعه الكبد، مما يؤدي إلى ضعف في تفاعل تخثر الدم، وبالتالي زيادة المخاطر الفسيولوجية للنزيف التلقائي. يمكن ملاحظة آثار هذه الحالة عبر الأعراض التي تصيب الجهاز الهضمي، والقبو القحفي، والجهاز اللحافي، ويؤثر المرض على الذكور والإناث. البروثرومبين هو بروتين مهم يشارك في عملية الإرقاء، والأنشطة المحفزة للتخثر. توصف هذه الحالة بأنها اضطراب وراثي جسدي متنحٍ خلقي يصيب 1 من كل 2,000,000 من السكان في جميع أنحاء العالم، وقد تحدِث حالات مكتسبة أيضًا.

## العلامات والأعراض
يوجد العديد من الأعراض التي يتظاهر بها المرض وترتبط عادةً بموقع معين في الجسم. يتميز نقص بروثرومبين الدم بوظيفة تخثر ضعيفة للبروثرومبين. تكون بعض الأعراض شديدة، والبعض الآخر خفيفة، أي يكون تخثر الدم أبطأ من المعتاد ولكن بنسب مختلفة عند كل مريض. المناطق التي تتأثر عادة هي العضلات والمفاصل والدماغ، ومع ذلك، فإن هذه المواقع غير شائعة.
تشمل الأعراض الأكثر شيوعًا ما يلي:
- سهولة التكدم[2]
- نزيف الغشاء المخاطي الفموي.
- نزيف الأنسجة الرخوة.
- تدمي المفصل، أي حدوث نزيف في فراغات المفاصل.
- الرعاف، أي حدوث نزيف حاد من مناطق التجويف الأنفي أو المنخرَين أو البلعوم الأنفي.
- تعاني النساء المصابات بهذا النقص من غزارة في دم الدورة الشهرية: نزف حيضي غزير طويل الأمد وغير طبيعي. عادة ما يكون هذا أحد أسباب حدوث فقدان شديد للدم.[3]

الأعراض الأخرى المبلغ عنها والمرتبطة بالحالة:
- فترات طويلة من النزيف بسبب الجراحة أو الإصابة أو ما بعد الولادة.
- التغوط الأسود، والذي يترافق مع نزيف حاد في الجهاز الهضمي، ويكون بلون أسود داكن، مع براز قطراني.
- التغوط الدموي، وهو نزيف الجهاز الهضمي السفلي، مع مرور دم أحمر ناصع من خلال فتحة الشرج يفرز في أو مع البراز. يشير في حال ارتباطه بنزيف في الجهاز الهضمي العلوي إلى وجود مشكلة تهدد الحياة.

النوع الأول: النزيف الحاد هو مؤشر على نقص البروثرومبين الشديد، والذي يتسبب في حدوث أورام عضلية ونزيف داخل الجمجمة ونزيف ما بعد الجراحة ونزيف الحبل السري، ويحدث ذلك اعتمادًا على شدة الحالة على التوالي.
النوع الثاني: عادة ما تكون الأعراض أكثر تقلبًا، ولكن قد تشمل مجموعة متنوعة من الأعراض المذكورة سابقًا. لا تتضمن الحالات الأقل شدة من الاضطراب حدوث نزيف تلقائي.

## الإنذار
يختلف الإنذار بين المرضى، ويعتمد على شدة الحالة ومدى تدبير العلاج في وقت مبكر.
1. مع العلاج والرعاية المناسبين، يواصل معظم المرضى عيش حياة طبيعية وصحية.
2. في الحالات الأكثر شدة، سيحتاج أخصائي أمراض الدم إلى زيارة المريض طوال حياته من أجل التعامل مع النزيف والمخاطر المستمرة.[4]

## الأسباب
نقص بروثرومبين الدم يمكن أن يكون نتيجة لعيبٍ وراثي، أو مُكتسب نتيجة مرض آخر، أو قد يكون كأثر جانبي من دواءٍ ما. على سبيل المثال، 5-10٪ من المرضى الذين يعانون من الذئبة الحمامية الجهازية يحدث لديهم نقص بروثرومبين الدم كنتيجة مُكتسبة بسبب وجود الأجسام المضادة الضد ذاتية التي تتحد مع الثرومبين وتقوم بإزالته من مجرى الدم.
قد يكون أيضاً عرض جانبي نادر للسيفترياكسون.

## العلاج
يمكن علاج نقص بروثرومبين الدم من خلال التسريب الدوري لمركبات البروثرومبين المنقاة.
- مينادوكسيم هو أحد العلاجات المعروفة لنقص بروثرومبين الدم.[8]
- ميناتيترينون Menatetrenone تم إدراجه كأحد الفيتامينات المضادة للنزف.
- فيتامين K5 أحد العلاجات أيضاً لنقص بروثرومبين الدم.